# Cerebrozydy
Cerebrozydy – grupa organicznych związków chemicznych zaliczanych do glikolipidów, zbudowanych z galaktozy (rzadziej z glukozy), sfingozyny i kwasów tłuszczowych. Występują w dużej ilości w mózgu (głównie w aksonach) oraz we krwi.